# 鳢粘体虫
鳢粘体虫（学名：Myxosoma ophiocephalis）为粘体科粘体虫属的动物。在中国，分布于广东、辽宁、湖北、江西、武陵山地区等，营寄生生活，寄生在鳃（乌鳢、侧条厚唇鱼）、肾（粗唇鮠、斑鳢）、肠、鳔（乌鳢）。